# Cząstka elementarna
Cząstka elementarna – cząstka będąca podstawowym budulcem, czyli najmniejszym i nieposiadającym wewnętrznej struktury. Niemniej pojęcie to ze względów historycznych ma trochę inne znaczenie. Badaniem tych cząstek zajmuje się fizyka cząstek elementarnych.

## Historia
Pojęcie cząstki elementarne wprowadzono w latach 1930–1935 i oznaczało ono elektron, proton, neutron i kwant pola elektromagnetycznego (foton). W tamtych czasach uznawano, że cała materia zbudowana jest z tych cząstek.
W latach późniejszych odkryto miony, mezony, hiperony i wiele innych cząstek oraz ich antycząstki, początkowo wszystkie były uznane za elementarne. Obecnie znanych jest ponad 200 takich cząstek, większość z nich współcześnie nie jest już uważana za elementarne.

## Próby zmiany definicji
Wśród fizyków nie ma obecnie jednomyślności w uznaniu definicji cząstki elementarnej, choć przeważa pogląd, że cząstkami elementarnymi są te wszystkie cząstki, które są niezbędne do wyjaśnienia własności wszystkich form materii, i tylko te, których nie można wyjaśnić przez inne cząstki. Z definicji tej wynika, że są one jednocześnie podstawowym budulcem materii i nie posiadają wewnętrznej struktury.
Tak zwana hipoteza demokracji cząstek zakłada, że wszystkie cząstki są sobie nawzajem potrzebne i nawzajem tłumaczą się teoretycznie. W myśl tego poglądu oraz ze względów historycznych terminu cząstki elementarne używa się czasem także w odniesieniu do hadronów (czyli do kilkuset cząstek jak proton, czy neutron, niebędących w istocie cząstkami elementarnymi).
Terminu tego używa się jednak tylko w kontekście, w którym rozumiany jest jednoznacznie.
Niejednoznaczności w definicji spowodowały wprowadzenie pojęcia cząstki fundamentalne określające cząstki elementarne w myśl pierwszej definicji.
Ścisła definicja cząstek elementarnych (w znaczeniu fundamentalnych) oznacza, że w miarę postępu badań pewne cząstki mogą przestać być uznawane za elementarne.

## Cząstki elementarne w strukturze materii
Z cząstek elementarnych zbudowane są wszystkie inne cząstki. Na przykład atomy zbudowane są z mniejszych cząstek takich jak elektrony, protony i neutrony. Protony i neutrony są również cząstkami złożonymi z innych, bardziej podstawowych cząstek – kwarków. Najważniejszym problemem w fizyce cząstek jest znalezienie czegoś, co można uznać za cząstki fundamentalne, z których, jak z budulca, złożone byłyby wszystkie inne cząstki „elementarne”, a które same nie byłyby już złożone z niczego innego.

## Cząstki elementarne modelu standardowego
Model standardowy wprowadza:
- 12 cząstek, z których zbudowana jest materia[a], zwanych fermionami;
- 12 cząstek, odpowiedzialnych za przenoszenie oddziaływań między innymi cząstkami, zwanych bozonami („cząstek promieniowania”).

### Fermiony
Dwanaście rodzajów fermionów podzielonych jest na trzy rodziny, po cztery cząstki w każdej. Sześć z nich to kwarki, pozostałe sześć to leptony. Trzy z leptonów są neutrinami (obojętnymi elektrycznie), dalsze trzy mają ładunek elektryczny -1: elektron, mion i taon.
| elektron (e)              |
| neutrino elektronowe (νe) |

| mion (μ)              |
| neutrino mionowe (νμ) |

| taon (τ)              |
| neutrino taonowe (ντ) |

| –1 |
| 0  |

| kwark górny (u) |
| kwark dolny (d) |

| kwark powabny (c) |
| kwark dziwny (s)  |

| kwark wysoki (t) |
| kwark niski (b)  |

| +2/3 |
| –1/3 |

Oprócz tego należy uwzględnić dwanaście rodzajów antycząstek do wymienionych tu fermionów. Antycząstką elektronu jest pozyton {\displaystyle (e^{+})} o ładunku +1, dodatni mion {\displaystyle \mu ^{+}} jest antycząstką mionu, zaś dodatni taon {\displaystyle \tau ^{+}} antycząstką taonu. Antykwarkami są: antykwark górny {\displaystyle {\overline {u}},} antykwark dolny {\displaystyle {\overline {d}},} antykwark powabny {\displaystyle {\overline {c}},} antykwark dziwny {\displaystyle {\overline {s}},} antykwark wysoki {\displaystyle {\overline {t}}} i antykwark niski {\displaystyle {\overline {b}}.} Antyneutrina to antyneutrino elektronowe {\displaystyle {\overline {\nu }}_{e},} antyneutrino mionowe {\displaystyle {\overline {\nu }}_{\mu }} i antyneutrino taonowe {\displaystyle {\overline {\nu }}_{\tau }.}
Jak dotąd nigdy nie zaobserwowano kwarków i antykwarków w stanie wolnym, tzn. niepołączonych w inne cząstki. Kwark może łączyć się z antykwarkiem, tworząc mezon: kwarki charakteryzują się „kolorem” – odpowiedni antykwark obdarzony jest wówczas „antykolorem”. Kolor i antykolor znoszą się wzajemnie, dając w wyniku kolor biały, co oznacza kolor obojętny (nie ma to nic wspólnego z kolorami widzianymi, jedynie taka jest terminologia). Kwarki mogą też łączyć się z innymi kwarkami w grupy po trzy, tworząc bariony: kwark „czerwony” łączy się z „zielonym” i „niebieskim”. Ich kolory znów znoszą się dając kolor biały, czyli znów brak ładunku koloru. Trzy antykwarki, „antyczerwony”, „antyzielony” i „antyniebieski” w połączeniu dają antybarion o kolorze „antybiałym”, co oznacza, że antybarion również nie przejawia ładunku koloru. Kolor i antykolor są jedynie cechami kwarków i antykwarków i nie mogą istnieć oddzielnie od nich.
Same kwarki mogą przenosić ładunek elektryczny, który jest ułamkową częścią ładunku elementarnego, ale jak dotąd w przyrodzie nie został on zaobserwowany – model standardowy przewiduje, że kwarki łączą się w taki sposób, że wypadkowy ładunek powstałej cząstki jest całkowitą krotnością ładunku elementarnego. Ładunek przenoszony przez kwarki może być równy +2/3 lub –1/3 ładunku elementarnego, antykwarki przenoszą wówczas ładunek –2/3 lub +1/3.

### Bozony

Struktura mezonu pi (tzw. pionu) złożonego z kwarka górnego i antykwarka dolnego związanych silnym oddziaływaniem przenoszonym przez gluony.

Z 12 rodzajów bozonów 8 to tak zwane gluony. Są to obojętne cząstki o masie spoczynkowej zero, obdarzone jednocześnie „kolorem” i „antykolorem”. Gluony są podobne do mezonów, jednak są kolejnym rodzajem cząstek fundamentalnych – nie są zbudowane z kwarków, ani nie są kwarkami. W przypadku gluonów kolor i antykolor nie znoszą się wzajemnie: istnieją gluony niosące kolor „czerwony”/„antyzielony”, co w przypadku mezonów nie jest możliwe. Gluony są odpowiedzialne za przenoszenie oddziaływań silnych.
Z pozostałych bozonów fundamentalnych trzy: wuony ({\displaystyle W^{+},} {\displaystyle W^{-}}) i zeton {\displaystyle (Z^{0}),} są odpowiedzialne za przenoszenie oddziaływań słabych. Ostatnim bozonem fundamentalnym jest foton, który pośredniczy w przenoszeniu oddziaływań elektromagnetycznych. Bozonami, czyli cząstkami o spinie całkowitym, są również mezony. Jako złożone z kwarków nie są jednak bozonami fundamentalnymi.

## Nowe teorie
Obecnie zaczyna panować przekonanie, że model standardowy jest teorią tymczasową i trwają intensywne prace nad znalezieniem teorii bardziej podstawowej – być może cząstki uważane za „elementarne” przez model standardowy, w nowej teorii okażą się cząstkami złożonymi; fizycy mają też nadzieję, że będzie ona zawierała cząstki nieujęte w modelu standardowym. Chodzi tu przede wszystkim o hipotetyczne grawitony, które miałyby być odpowiedzialne za przenoszenie oddziaływań grawitacyjnych. Ogólna teoria miałaby łączyć wreszcie wszystkie cztery typy podstawowych oddziaływań w przyrodzie.
Według teorii superstrun, każda cząstka fundamentalna jest przejawem innego rodzaju drgań superstruny (struny drgają bezustannie w sposób podobny jak fale stojące: cząstki miałyby być obrazem drgań analogicznie jak orbitale atomowe w modelu atomu Bohra są węzłami fali stojącej według teorii fal materii). Wszystkie struny są takie same, różne są jedynie sposoby ich wibracji. Masywniejsze cząstki odpowiadają drganiom strun o większej energii. W teorii superstrun jednakże cząstki nie zawierają strun – one są strunami.
Istnieje też grupa modeli zwanych supersymetrycznymi. Przewiduje ona, że każda ze znanych cząstek ma swego, nieodkrytego jeszcze, supersymetrycznego partnera, zwanego s-cząstką. S-cząstki mają większą masę niż „zwykłe” cząstki: rozważania teoretyczne sugerują, że masa ich może leżeć w obszarze kilkuset GeV do 1 TeV, czyli nieco poza zasięgiem istniejących akceleratorów.
W mechanice kwantowej dekoherencja kwantowa zakłada ponadto oddziaływanie obiektu z otoczeniem w sposób nieodwracalny eliminujące splątanie kwantowe. Stan kwantowy jest stanem superpozycji. Zgodnie z wynikami badań nie ma nigdzie żadnych cząstek elementarnych póki nie nastąpi ich obserwacja, tj. dekoherencja kwantowa.